# Barbara Lazović
Barbara Lazović (r. Varlec), slovenska rokometašica, * 4. januar 1988, Brežice.

## Življenjepis
Lazovićeva se rodila kot Barbara Varlec v Brežicah, kjer je tudi pričela svojo rokometno kariero pri klubu ŽRK Brežice. Odraščala je v vasi Bizeljsko, ki je od Brežic oddaljena dobrih 16 km. Že pri šestnajstih letih je nastopila za člansko moštvo Brežic, nato pa je dobro leto kasneje prestopila v ljubljanski RK Krim. Igra na položaju desne krilne igralke. Sedaj je članica makedonskega prvoligaša  ŽRK Vardar iz Skopja. To je njen četrti profesionalni klub. Doslej je nastopila za Brežice in Krim v Sloveniji ter za srbski klub  RK Zaječar. Ravno, ko je igrala v Srbiji je tedaj spoznala svojega bodočega moža Vuka Lazovića. Tudi Vuk je rokometaš, ki je v jesenskem delu sezone 2011/12 je igral tudi v Sloveniji za RK Krško. Sedaj igra na položaju pivota za TuS N-Lübbecke v nemški prvi ligi in je tudi črnogorski reprezentant. Barbara in Vuk sta se poročila 18. junija 2011 in septembra 2011 se jima je rodil sin Luka.  Barbarin tast Danilo Lazović  (1951-2006) je bil zelo znan jugoslovanski filmski in gledališki igralec. 